# Lower Dens
Lower Dens — американская рок-группа, образованная в Балтиморе в начале 2009 года. В состав входят вокалистка и автор песен Яна Хантер, гитарист Уилл Адамс, басист Джефф Грэм и барабанщик Абрам Сандерс.

## История
Хантер начинала карьеру как самостоятельный музыкант и выпустила два альбома в 2005—2007 годах. Однако сольные выступления не доставляли ей удовольствия, и она собрала группу, чтобы провести прощальное концертное турне. По завершении гастролей музыканты решили не расставаться и записали альбом Twin-Hand Movement, выпущенный в июле 2010 года на лейбле Девендры Банхарта Gnomonsong; в его записи принимал участие в качестве звукорежиссёра Кристофер Фриланд из OXES, а сведением занимался Крис Коди, работавший с Beach House и TV on the Radio. Релиз получил положительные отзывы критиков, в том числе на Pitchfork, PopMatters и Allmusic. Журнал Spin отметил коллектив среди 35 исполнителей, которых стоит услышать на фестивале South by Southwest весной 2011 года. Lower Dens гастролировали с группой Future Islands и выступали на разогреве у The Walkmen и Deerhunter.
В начале 2012 года Lower Dens вернулись с песней «Brains», первым синглом со второго альбома Nootropics, который будет выпущен 1 мая на лейбле Ribbon Music (импринт Domino).